# Limnophila (Limnophila) ocellata
Limnophila (Limnophila) ocellata is een tweevleugelige uit de familie steltmuggen (Limoniidae). De soort komt voor in het Australaziatisch gebied.